# Verset laïque et somptueux
Verset laïque et somptueux est une œuvre pour piano d'Erik Satie composée en 1900.

## Présentation
Verset laïque et somptueux, pour piano, est daté « Arcueil, Seine, 5 août 1900 ». La partition figure sous forme de manuscrit dans un recueil d'Autographes de musiciens contemporains collectés par Charles Malherbe à l'occasion de l'Exposition universelle de Paris 1900. Elle est publiée séparément par Salabert en 1995 dans une édition de Robert Orledge.
Pour Guy Sacre, l'œuvre est échappée « (en dépit de son titre, une antiphrase !) de la période « mystique », avec ses accords parfaits liturgiques et ses indications sui generis : « réfléchir », « soi-même »... ».
Pour Jean-Pierre Armengaud, cette courte pièce brosse en quelques notes un « autoportrait musical et spirituel » du compositeur : « trois accords au début [...] affirment le pouvoir symbolique de la musique, suivi d'accords raides et verticaux dans le style des Ogives ; mais le verset n'est que « laïque », la foi s'en est allée, il ne reste que la pompe « somptueuse » et la musique nue. Après « Réfléchir » suit un changement de style de sept notes, esquissant un pas dans le genre des Airs à faire fuir : interrogation, découragement ? Avec « Autrement », la cause est entendue, le compositeur est seul face à son destin. Satie acceptera d'être lui-même et de ne devoir rien à personne, pas même à Dieu. Il assumera sa marginalité. C'est la fin du morceau avec de nouveau les trois accords, contrepoint de « soi-même » ».
Verset laïque et somptueux est d'une durée moyenne d'exécution d'une minute environ.

## Discographie sélective
- Tout Satie ! Erik Satie Complete Edition[5], CD 5, Aldo Ciccolini (piano), Erato 0825646047963, 2015 ;
- Satie: Complete Piano Music, Jeroen van Veen (piano), Brilliant Classics 95350, 2016.

### Ouvrages généraux
- Alfred Cortot, La musique française de piano, Paris, Presses universitaires de France, coll. « Quadrige », 1981, 762 p. (ISBN 2-13-037278-3).
- Adélaïde de Place, « Erik Satie », dans François-René Tranchefort (dir.), Guide de la musique de piano et de clavecin, Paris, Fayard, coll. « Les Indispensables de la musique », 1987, 867 p. (ISBN 978-2-213-01639-9), p. 628-634.
- Guy Sacre, La musique de piano : dictionnaire des compositeurs et des œuvres, vol. II (J-Z), Paris, Robert Laffont, coll. « Bouquins », 1998, 2998 p. (ISBN 2-221-08566-3). .

### Monographies
- Jean-Pierre Armengaud, Erik Satie, Paris, Fayard, 2009, 782 p. (ISBN 978-2-213-602523). .
- Vincent Lajoinie, Erik Satie, Lausanne, Éditions L'Âge d'Homme, 1985 (ISBN 978-2-8251-3228-9).
- (en) Robert Orledge, Satie the composer, New York, Cambridge University Press, coll. « Music in the 20th Century », 1990, 394 p. (ISBN 978-0-521-35037-2).
- Anne Rey, Satie, Paris, Éditions du Seuil, coll. « Solfèges », 1974, rééd. 1995, 192 p. (ISBN 978-2-02-023487-0 et 2-02-023487-4).